# Hannelore Bernhardt

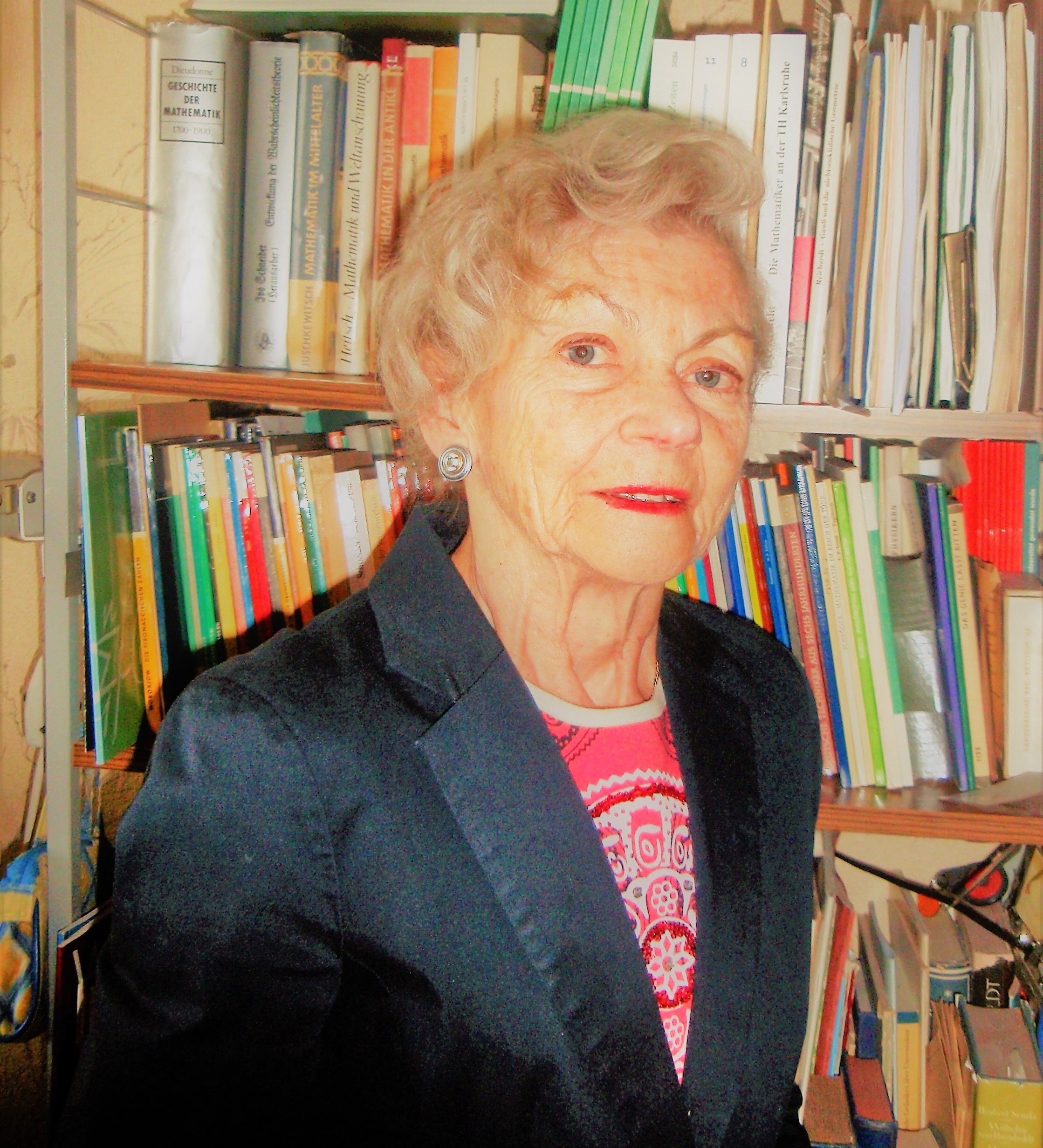
Hannelore Bernhardt (2005)

Hannelore Bernhardt (* 20. Juli 1935 in Pethau bei Zittau; † 25. Dezember 2023 in Berlin) war eine deutsche Mathematik- und Wissenschaftshistorikerin.

## Leben
Die Uhrmacherstochter Roswitha Hannelore Bernhardt, geb. Kärgel, besuchte die Grund- und Oberschule in Zittau, arbeitete nach dem Abitur zwei Jahre als Beobachterin auf verschiedenen Stationen des Meteorologischen und Hydrologischen Dienstes der DDR, bevor sie von 1956 bis 1961 an der Karl-Marx-Universität Leipzig (KMU) Mathematik studierte. Nach dem Diplom („Die Kolmogorovschen Gleichungen für stetige  stochastische Prozesse“) nahm sie – ihren Interessen entsprechend –  die vom Direktor des Karl-Sudhoff-Instituts für Geschichte der Medizin und der Naturwissenschaften an der KMU Leipzig Gerhard Harig angebotene Aspirantur an, die sie 1966 durch ihre Promotion zum Dr. rer. nat. mit einer Dissertation über die „Beziehungen zwischen Wahrscheinlichkeitsrechnung und Physik in der zweiten Hälfte des 19. und zu Beginn des 20. Jahrhunderts“ abschloss (Betreuung: Herbert Beckert, Gerhard Harig). Sie blieb danach als Assistentin und Oberassistentin bis 1970 am Karl-Sudhoff-Institut.
Im Jahre 1960 heiratete sie den Meteorologen Karl-Heinz Bernhardt. Das Ehepaar hat zwei Töchter: die promovierte Ingenieurin Mira Stranz (* 1963) und die Künstlerin Sandra Rienäcker (* 1968), deren Name bereits durch die Wissenschaftler Günther Rienäcker und Gerd Rienäcker Bekanntheit erlangt hat. Mit der Berufung ihres Ehepartners als Professor an die Humboldt-Universität zu Berlin (HUB) siedelte die Familie Bernhardt 1970 nach Berlin über.
Hannelore Bernhardt arbeitete zunächst für drei Jahre im Prorektorat für Prognose und Wissenschaftsentwicklung der HUB, bevor sie seit 1973 nach Gründung des Bereiches Wissenschaftsgeschichte an der Sektion Wissenschaftstheorie und -organisation (WTO) dort tätig war.
Ab dem Jahr 1975 hielt Bernhardt Vorlesungen zur Geschichte der Mathematik an der Sektion Mathematik und der Sektion WTO sowie darüber hinaus (wie bereits in Leipzig) im Rahmen der Lehrerweiterbildung an Bezirkskabinetten u. a. in Berlin, Angermünde, Frankfurt (Oder) und für die Mathematische Schülergesellschaft. 1979 erwarb sie die Facultas Docendi als Lehrbefähigung für das Fachgebiet „Wissenschaftsgeschichte, Geschichte der Mathematik“ im Rahmen eines entsprechenden Verfahrens, in dem sie als Voraussetzungen insbesondere eine Fachvorlesung und einen Fachvortrag sowie einen hochschulpädagogischen Qualifizierungslehrgang absolvierte.
Mit ihrer Berufung als Mitglied in den Arbeitskreis „Universitäts- und Hochschulgeschichte“ beim Zentralinstitut für Hochschulbildung, der Arbeitsgruppe zur Erarbeitung eines Thesaurus des Ministeriums für Hoch- und Fachschulwesen sowie als Mitglied des Büros der Sektion Mathematik beim Präsidium der Urania und der Urania an der HUB waren umfangreiche Aufgaben auch auf populärwissenschaftlichem Gebiet verbunden (Publikations- und außeruniversitäre Vortragstätigkeit).
Sie begründete und leitete seit 1987 die „Reihe universitätshistorischer Kolloquien“ an der HUB sowie seit 1985 Konferenzen der „Fachsektion Geschichte der Mathematik“ der Mathematischen Gesellschaft der DDR. Hinzu kamen seit 1991 Veranstaltungen zusammen mit der Deutschen Mathematiker-Vereinigung (Mitgliedschaft seit 1962 bzw. 1991), die sie organisierte und durchführte.
Ihre Forschungsarbeiten mündeten 1984 in die Promotion B (Dr. sc. phil.; äquivalent zur Habilitation) mit dem Thema „Richard von Mises und sein Beitrag zur Grundlegung der Wahrscheinlichkeitsrechnung im 20. Jahrhundert.“ (Gutachter: Peter Franken, Boris Wladimirowitsch Gnedenko (Moskau), Walter Purkert und Georg Wintgen).
1985 erfolgte ihre Berufung zur Hochschullehrerin an der HUB als Hochschuldozentin für Geschichte der Naturwissenschaft/Mathematik. Mit Wirkung vom 1. April 1985 wurde ihr die Leitung der „Forschungsstelle Universitätsgeschichte“ als eine Arbeitsgruppe an der Sektion WTO übertragen. Zugleich mit der Abwicklung der Sektion 1990/91 musste diese ebenfalls ihre Arbeit einstellen. Damit endete auch die Herausgabe der Schriftenreihe „Beiträge zur Geschichte der Humboldt-Universität zu Berlin“.
Hannelore Bernhardt führte in den folgenden Jahren ihre wissenschaftliche Tätigkeit weiter (Vorträge, Publikationen), dies im Rahmen einer ABM-Stelle, eines Werkvertrages, als Mitarbeiterin an einem DFG-Projekt (Universität Osnabrück) bzw. als Arbeitslose und Rentnerin. Sie war Mitglied der Alternativen Enquetekommission „Deutsche Zeitgeschichte“, später des Alternativen Berliner Geschichtsforums (2. Sprecherin) 1993 bis 2013 und war ab 2004 Mitglied des Förderkreises der Stiftung der Freunde der Leibniz-Sozietät der Wissenschaften zu Berlin.
Bernhardt war eine ambitionierte Sportlerin, insbesondere Marathonläuferin mit aktiver Teilnahme an namhaften Stadtmarathons weltweit wie Berlin-Marathon, London-Marathon, New-York-City-Marathon, Athen-Marathon, Hamilton-Marathon (Neuseeland) sowie an 33 Rennsteigläufen im gebirgigen Gelände von Thüringen (davon 23 Supermarathons) u. a.; weiterhin war sie Übungsleiterin und Sportorganisatorin.

## Mitgliedschaften und Ehrungen (Auswahl)
- 1962 bis 1990 Mitglied der Mathematischen Gesellschaft der DDR und seit 1991 Mitglied der Deutschen Mathematiker-Vereinigung
- 1993 bis 2013 Mitglied der Alternativen Enquetekommission „Deutsche Zeitgeschichte“ und des Alternativen Berliner Geschichtsforums (2. Sprecherin)
- seit 2004 Mitglied des Förderkreises der Stiftung der Freunde der Leibniz-Sozietät der Wissenschaften zu Berlin
- 1983 Ehrennadel der Hochschulsportgemeinschaft der Humboldt-Universität zu Berlin in Gold
- 1985 Ehrennadel des Deutschen Turn- und Sportbundes (DTSB) in Silber
- 1989 Ehrennadel des Präsidiums der Urania Berlin in Bronze
- 2002 Ehrennadel der SG Empor Brandenburger Tor 1952 e. V. in Gold.

## Werk (Auszug)
Die Arbeitsgebiete von Hannelore Bernhardt umfassen die Geschichte der Mathematik und Physik, Institutionengeschichte und wissenschaftliche Biographik. Sie hat über 150 Arbeiten zu diesem Themenkreis verfasst und 22 Nummern der Reihe „Beiträge zur Geschichte der Humboldt-Universität zu Berlin“ herausgegeben sowie an mehreren einschlägigen Lexika mitgewirkt.
- Der Wiederkehreinwand gegen Boltzmanns H-Theorem und der Begriff der Irreversibilität. NTM 6 (1969) 2, S. 27–36.
- Über die Entwicklung und Bedeutung der Ergodenhypothese in den Anfängen der statistischen Physik. NTM 8 (1971) 1, S. 13–25.
- Pawel Sergejewitsch Alexandrow (Hrsg.), Hannelore Bernhardt, Walter Purkert (Red. der deutschen Ausgabe): Die Hilbertschen Probleme. (Übersetzung aus dem Russischen). Akademische Verlagsgesellschaft Geest und Portig, Leipzig 1971, 2. Auflage 1979, 3. Auflage 1983. Harri Deutsch Verlag, Frankfurt a. M. 1989.
- Einige Bemerkungen zu den philosophischen Ansichten des Mathematikers Richard von Mises. HUB, Sektion Philosophie, „Philosophie in Vergangenheit und  Gegenwart“ Berlin 1978, Heft 11, S. 7–12.
- Zur Geschichte der statistischen Interpretation des 2. Hauptsatzes der Thermodynamik. Rostocker physikalische Manuskripte 3/1 (1978), S. 95–104.
- Kalendarien zur Geschichte der Natur- und Technikwissenschaften für die Jahre 1983 bis 1989. 130 Kurzbiographien bedeutender Mathematiker. Urania-Schriftenreihe für Referenten. Berlin 1982–1989.
- Zum Vergleich der wahrscheinlichkeitstheoretischen Konzepte von R. v. Mises und A. N. Kolmogorov. Perspektiven interkultureller Wechselwirkung für den wissenschaftlichen Fortschritt. Beiträge von Wiss.-Historikern der DDR zum XVIII. Internationalen Kongress für Geschichte der Wissenschaften in Berkeley (USA), Akademie der Wissenschaften der DDR, Institut für Geschichte und Organisation der Wissenschaften. Kolloquienheft 43, S. 205–209. Berlin 1985.
- Beiträge zum Band I/26 (Dialektik der Natur) der Marx-Engels-Gesamtausgabe (MEGA). Berlin 1985.
- Friedrich Engels und die Mathematik. In: Beiträge der 9. Fachtagung "Geschichte, Philosophie und Grundlagen der Mathematik" der Mathematischen Gesellschaft der DDR, 22. – 24. 10. 1985 in Egsdorf: Historische und Philosophische Probleme der Mathematik. Hrsg. und Vortrag H. Bernhardt, BERICHTE Jg. 6, Heft 12, 1986, S. 22–28.
- Aus der Arbeit der universitätshistorischen Kolloquien 1987 - 1990. Wiss. Redaktion, Auswahl und Vorwort H. Bernhardt. Beiträge zur Geschichte der Humboldt-Universität zu Berlin, Heft Nr. 23, Berlin 1989.
- Der Berliner Mathematiker Richard von Mises und sein wahrscheinlichkeitstheoretisches Konzept. Wiss. Zeitschrift der Humboldt-Universität zu Berlin, Math.-Nat. Reihe XXXXIX (1990), S. 205–209.
- Rektoratsreden aus den Jahren der Weimarer Republik. Beiträge zur Geschichte der Humboldt-Universität zu Berlin, Heft Nr. 30. Hrsg.: Präsidentin der Humboldt-Universität zu Berlin. Redaktion, Auswahl, Zum Geleit und Erläuterungen: Hannelore Bernhardt. Berlin: Humboldt-Universität 1992.
- Über Autonomie der Universität und akademische Freiheit. Beiträge zur Geschichte der HUB zu Berlin, Heft 31. Hrsg.: Die Präsidentin der Humboldt-Universität zu Berlin. Redaktion: Hannelore Bernhardt. Berlin: Humboldt-Universität 1993.
- Richard von Mises in seiner Berliner Zeit. In: Hans Reichenbach und die Berliner Gruppe, S. 101–112. Vieweg & Sohn Verlagsgesellschaft, Braunschweig; Wiesbaden 1994.
- Über Rektoratsantrittsreden von Mathematikern der Berliner Universität. Mathematik im Wandel Bd. 1, S. 268–281. Hildesheim; Berlin 1998.
- Der Geophysiker Julius Bartels als Mitglied der Akademie der Wissenschaften zu Berlin. (zusammen mit Karl-Heinz Bernhardt). Sitzungsberichte der Leibniz-Sozietät der Wissenschaften zu Berlin, Band 43, S. 109–125. trafo Wissenschaftsverlag Dr. Wolfgang Weist, Berlin 2000.
- Jubiläen im Schatten des Kalten Krieges – der Beitrag der Mathematischen Institute zur 150-Jahrfeier der Humboldt-Universität im Jahre 1960. Dahlemer Archivgespräche, Band 8, S. 186–209, Berlin 2002.
- Gerhard Harig (1902-1966) – Leben und Werk in bewegter Zeit. Texte zur Philosophie. Hrsg. im Auftrag der Rosa-Luxemburg-Stiftung Sachsen. Naturwissenschaft im Blickpunkt von Philosophie, Geschichte und Politik Leipzig 14 (2004), S. 9–37. Vgl. auch Leibniz online 2 (2006), 23 S.
- Hermann von Helmholtz im wissenschaftstheoretisch-philosophischen Werk von H. Hörz. Überarb. Vortrag auf dem Festkolloquium zum 70. Geburtstag von H. Hörz. Sitzungsberichte der Leibniz-Sozietät der Wissenschaften zu Berlin, Band 64, S. 63–72. trafo Wissenschaftsverlag Dr. Wolfgang Weist, Berlin 2004.
- Richard von Mises und die Berliner Akademie der Wissenschaften. Sitzungsberichte der Leibniz-Sozietät der Wissenschaften zu Berlin, Band 64, S. 180–185. trafo Wissenschaftsverlag Dr. Wolfgang Weist, Berlin 2004.
- Die heilige Flamme der Wissenschaft bewahren. Dahlemer Archivgespräche, Band 11, S. 32–52, Berlin 2005.
- Leonhard Euler Leben und Werk. Eine Einführung. Sitzungsberichte der Leibniz-Sozietät der Wissenschaften zu Berlin, Band 94, S. 15–31. trafo Wissenschaftsverlag Dr. Wolfgang Weist, Berlin 2008.
- Die Humboldt-Universität Unter den Linden 1945 – 1990. In: Zeitzeugen – Einblicke – Analysen, S. 59–105. Leipziger Universitätsverlag 2010.
- Robert Havemann (1910 – 1982) und die Deutsche Akademie der Wissenschaften. (zusammen  mit Karl-Heinz Bernhardt), Sitzungsberichte der Leibniz-Sozietät der Wissenschaften zu Berlin, Band 109, S. 157–160. trafo Wissenschaftsverlag Dr. Wolfgang Weist, Berlin 2011.
- Streiflichter aus 200 Jahren Berliner Humboldt-Universität. Helle Panke, Berlin 2012.
- Zur Geschichte der Mathematischen Gesellschaft der DDR und insbesondere ihrer Fachsektion Geschichte der Mathematik. Mathematik und Anwendungen, Forum 14, S. 175–180. Bad Berka 2014.
- Eingefangene Vergangenheit. Streiflichter aus der Berliner Wissenschaftsgeschichte – Akademie und Universität. Abhandlungen der Leibniz-Sozietät der Wissenschaften zu Berlin, Band 38, 308 S. trafo Wissenschaftsverlag Dr. Wolfgang Weist, Berlin 2015, ISBN 978-3-86464-071-1.
- Über das wissenschaftliche Werk von Friedrich Herneck. In: Andreas Wessel, Dieter B. Herrmann, Karl-Friedrich Wessel (Hrsg.): Friedrich Herneck. Ein Leben in Suche nach Wahrheit. Berliner Studien zur Wissenschaftsphilosophie und Humanontogenetik, Band 32, S. 85–103. Logos, Berlin 2016, ISBN 978-3-8325-4147-7.
- Alma mater lipsiensis – Impressionen von Studium und wissenschaftlichem Leben an der Karl-Marx-Universität Leipzig in den 1950/60er Jahren. (zusammen mit Karl-Heinz Bernhardt), S. 235–240. In: Frank Fuchs-Kittowski; Werner Kriesel (Hrsg.): Informatik und Gesellschaft. Festschrift zum 80. Geburtstag von Klaus Fuchs-Kittowski. Peter Lang Internationaler Verlag der Wissenschaften - PL Academic Research, Frankfurt a. M.; Bern; Bruxelles; New York; Oxford; Warszawa; Wien 2016, ISBN 978-3-631-66719-4 (Print), E-ISBN 978-3-653-06277-9 (E-Book).
- Hans Reichardt (1908-1991). In: Nuncius Hamburgensis Band 36, Festschrift - Proceedings of the Scriba Memorial Meeting, Wiss. Koll. der Fachgruppen Geschichte der Mathematik in der Deutschen Mathematiker-Vereinigung (DMV) und der Gesellschaft für Didaktik (GDM), Hrsg. Gudrun Wolfschmidt, Hamburg: tredition 2017, S. 468–479.